# روبيرت بوبوف
روبيرت بوبوف (مواليد 16 أبريل 1982 في ستروميكا - يوغوسلافيا) لاعب كرة قدم مقدوني يلعب حاليا لصالح نادي الدرجة الأولى أوكسير الفرنسي منذ 2008 في مركز الظهير الأيمن كما يجيد اللعب في مركز الوسط المدافع .

## وصلات خارجية
- روبيرت بوبوف على موقع رابطة كرة القدم الفرنسية للمحترفين (الإنجليزية)
- روبيرت بوبوف على موقع قاعدة بيانات كرة القدم.إي يو (الإنجليزية)
- روبيرت بوبوف على موقع بيانات كرة القدم. دي إي (الألمانية)
- روبيرت بوبوف على موقع ليكيب (الفرنسية)
- روبيرت بوبوف على موقع ناشيونال فوتبول تيمز (الإنجليزية)
- روبيرت بوبوف على موقع عالم كرة القدم.نت (الإنجليزية)